# Bruce Lee, My Brother
Bruce Lee, My Brother é um filme biográfico sino-honconguês de 2010 dirigido por Manfred Wong (autor do roteiro) e Wai Man Yip. Produzido por Robert Lee, irmão de Bruce Lee, baseia-se na vida do lutador e ator.

## Elenco
- Aarif Lee como Bruce Lee
- Tony Leung Ka-fai como Lee Hoi-chuen, pai de Bruce
- Christy Chung como Grace Ho, mãe de Bruce
- Jennifer Tse como Cho Man Yee
- Michelle Ye como Lee Hap Ngan, tia de Bruce Lee
- Lee Heung-kam como avó de Bruce Lee
- Jin Au-yeung como Unicorn Chan
- Angela Gong Mi como Leung Man Lan
- Zhang Yishan como Lau Kin Kwong
- Wilfred Lau
- Lawrence Cheng como Ko Lo Chuen
- Candice Yu como esposa de Cho Tat-wah
- Cheung Tat-ming como Fung Fung
- Chin Kar-lok como Shek Kin
- Frankie Ng
- Ken Lo
- Cheung Siu-fai como Cho Tat-wah
- Kristy Yang
- Charles Ying
- Abe Kwong
- Alex Man como Ng Cho-fan
- Dylan Sterling
- Alex Yen como Charlie Owen
- (Bruce Lee)- intepretado por seu irmão